# Datja

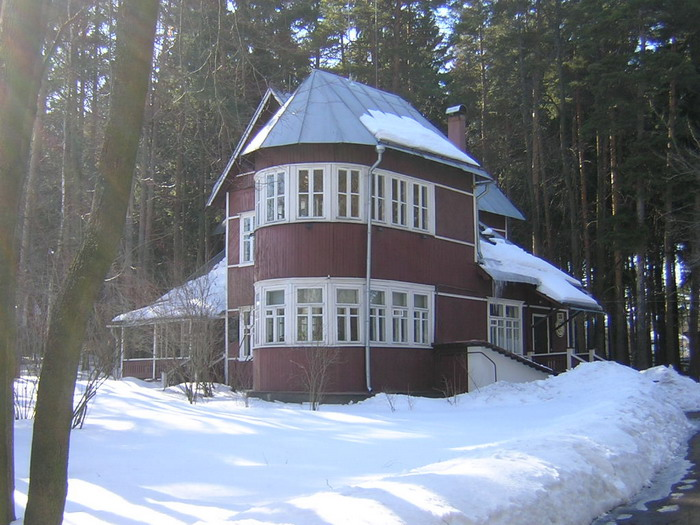
Boris Pasternaks datja i Peredelkino.

En datja (ryska: дача) är en rysk (även ukrainsk, belarusisk, med flera) sommarbostad. En datja kan vara alltifrån en enkel stuga med tillhörande mark strax utanför hemstaden till de luxuösa presidentvillorna vid Svarta havet. Många som äger en datja använder marken till att odla grönsaker till att använda i hushållet. Inte sällan finns det en bastu i anslutning till datjan. Just begreppet datja är ett exempel på hur politiken kan främja exporten av lånord – medan begreppet datja (tyska: Datsche) var helt okänt i Västtyskland, blev det i Östtyskland en vanlig benämning på ett fritidshus. Skolbarn hade undervisning i engelska i Västtyskland och i ryska i Östtyskland.